# Chêne de Dagobert
Le chêne de Dagobert, en allemand Dagobertseiche ou Chatteneiche, était un chêne d'Allemagne remarquable par sa circonférence de 14,86 mètres, ce qui faisait de lui le chêne le plus grand et le plus fort du monde et était qualifié de « dernier chêne géant d'Allemagne ». Endommagé par une tempête en 1841, il meurt en 1890. Son nom provient du village de Dagobertshausen où il est situé, dans le land de Hesse.

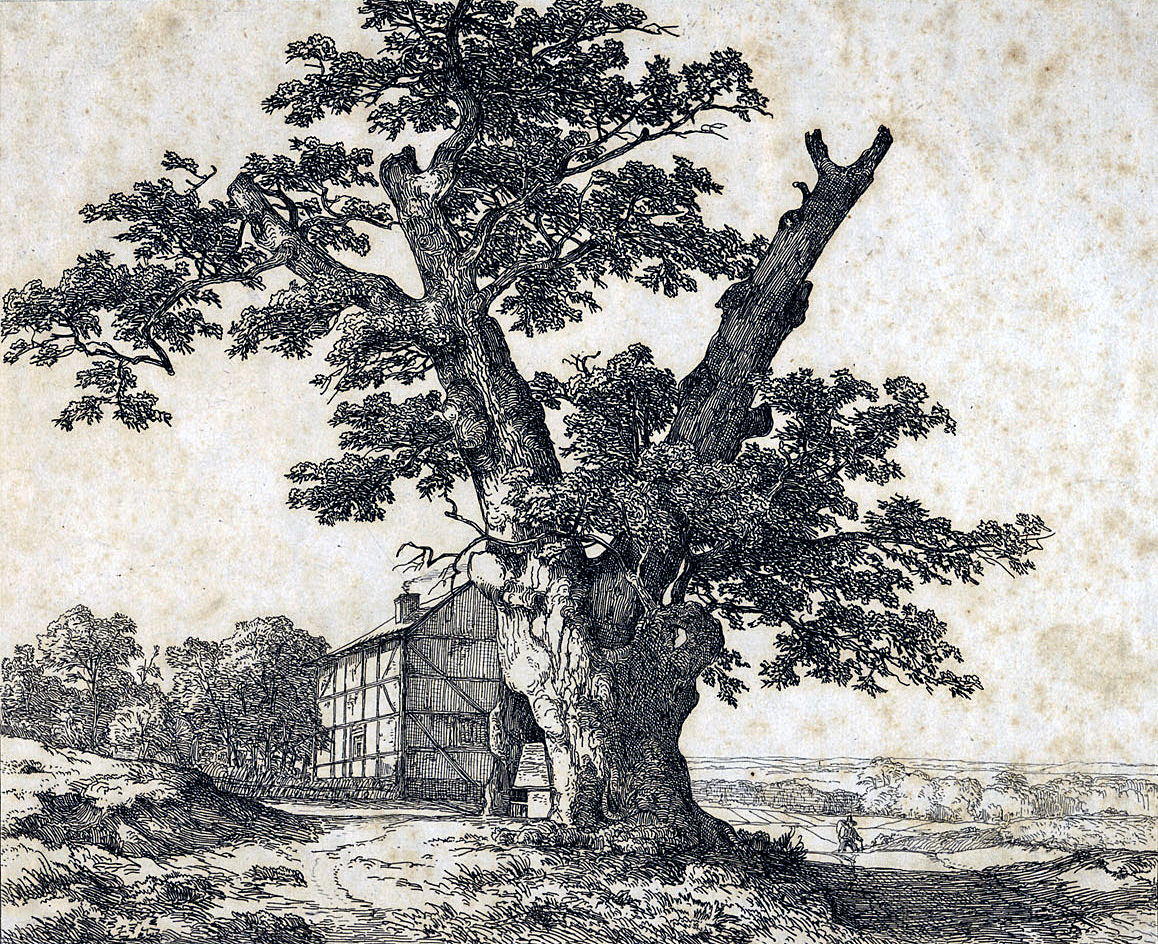
Dessin du chêne de Dagobert en 1838.